# Сент Луис блуз
Сент Луис блуз (енгл. St. Louis Blues) је амерички хокејашки клуб из Сент Луисa. Клуб утакмице као домаћин игра у Ентрепрајз центру капацитета 19.022 места. Такмиче се у Националној хокејашкој лиги (НХЛ).
Клуб се такмичи у Централној дивизији Западне конференције. Боје клуба су плава, златна, сива и наранџаста.

## Историја
Клуб је основан 1967. У периоду од 1968 до 1970. године три пута заредом су стигли до финала, али без успеха. 
Највећи успех у историји клуба је Стенли куп, освојен 2019. када је савладан Бостон, након седам утакмица. Десет пута су били први у Централној дивизији.
У сезони 1999/00. клуб је освојио Президент трофеј као најуспешнији клуб у регуларном делу сезоне.

## Трофеји
- Национална хокејашка лига (НХЛ):
  - Првак (1) : 2018/19
- Западна конференција:
  - Првак (1) : 2018/19
- Централна дивизија:
  - Првак (10) : 1968/69, 1969/70, 1976/77, 1980/81, 1984/85, 1986/87, 1999/00, 2011/12, 2014/15, 2019/20

- Президент трофеј:
  - Првак (1) : 1999/00.